# Laslo Djere
Laslo Djere (en alphabet cyrillique serbe : Ласло Ђере ; en alphabet latin serbe : Laslo Đere  ; en alphabet latin hongrois : Györe László), né le 2 juin 1995 à Senta (Yougoslavie, actuelle Serbie), est un joueur de tennis serbe, professionnel depuis 2013. Il fait partie de la minorité magyare de Serbie.

## Carrière
Vainqueur de l'Orange Bowl fin 2012, Laslo Djere conclut une brillante carrière chez les juniors à la 3e place mondiale en mai 2013 après s'être incliné en finale du Trophée Bonfiglio. Il fait ses débuts sur le circuit ATP en septembre lors du tournoi de Bangkok où il reçoit une invitation. Il est battu au premier tour par Feliciano López.
Il se révèle en 2017. Alors qu'il n'a jamais remporté un seul match dans un tournoi ATP, il atteint consécutivement les huitièmes de finale à Marrakech, les demies à Budapest et les quarts à Istanbul. Sur son parcours, il élimine sept joueurs du top 100 dont trois du top 40 : Viktor Troicki, Fernando Verdasco et Paolo Lorenzi. Grâce à de bons résultats sur le circuit secondaire, il intègre le top 100 fin juillet alors qu'il était 200e mondial en avril.
Après 5 finales perdues sur le circuit Challenger depuis 2015, il remporte son premier titre à Pérouse en 2017 en battant en finale Daniel Muñoz de la Nava. Il compte également à son palmarès 9 tournois Future.
Lors des demi-finales de la Coupe Davis 2017, palliant les forfaits de Novak Djokovic et de Viktor Troicki, il est sélectionné en simple lors du second match contre Jo-Wilfried Tsonga, contre lequel il s'incline en 3 sets (7-62, 6-3, 6-3).
En 2018, il remporte un second titre Challenger à Milan.
Il remporte son premier titre sur le Circuit ATP au tournoi de Rio de Janeiro (ATP 500), en battant en finale le Canadien Félix Auger-Aliassime (6-3, 7-5). Cette victoire lui permet d'atteindre la 37e place du classement ATP, son meilleur classement en carrière.
En 2019 à Roland-Garros, il est tête de série numéro 31 (alors classé 32e à l'ATP) : il bat successivement Albert Ramos-Viñolas (6-3, 6-2, 7-62) et Alexei Popyrin (6-4, 7-64, 6-4), mais est éliminé au troisième tour par le Japonais Kei Nishikori, tête de série numéro 7, à l'issue d'un match très disputé en cinq sets (6-4, 66-7, 6-3, 4-6, 8-6).
Fin juillet 2023, il parvient pour la deuxième fois de sa carrière en finale d'un ATP 500 à Hambourg après avoir écarté les Argentins Tomás Martín Etcheverry (7-6, 6-3), Guido Pella (6-2, 3-6, 6-3), la tête de série numéro trois Lorenzo Musetti (7-5, 6-3) et le Chinois Zhang Zhizhen (6-3, 6-2). Il s'incline dans sa seule finale de l'année contre l'ancien numéro trois et récent demi-finaliste à Roland Garros Alexander Zverev (5-7, 3-6).
Sorti du Top 100, il crée la surprise début mars 2025 à Santiago en éliminant facilement le Péruvien Ignacio Buse (6-3, 6-4) et l'Espagnol Pedro Martínez (6-1, 6-4). Il lutte en trois manches et vainc le jeune Portugais Jaime Faria (7-6, 4-6, 6-4) ainsi que les Argentins favoris Francisco Cerúndolo (6-1, 4-6, 6-3) et Sebastián Báez tout juste titré à Rio (6-4, 3-6, 7-5), remportant alors son troisième titre en carrière, le premier depuis cinq saisons.

## Palmarès

### Titres en simple
| No | Date       | Nom et lieu du tournoi                                | Catégorie | Dotation    | Surface      | Finaliste             | Score         |          |
| -- | ---------- | ----------------------------------------------------- | --------- | ----------- | ------------ | --------------------- | ------------- | -------- |
| 1  | 18-02-2019 | Rio Open presented by Claro, Rio de Janeiro           | ATP 500   | 1 786 690 $ | Terre (ext.) | Félix Auger-Aliassime | 6-3, 7-5      | Parcours |
| 2  | 12-10-2020 | Forte Village Sardegna Open, Santa Margherita di Pula | ATP 250   | 271 345 €   | Terre (ext.) | Marco Cecchinato      | 7-63, 7-5     | Parcours |
| 3  | 24-02-2025 | Movistar Chile Open, Santiago                         | ATP 250   | 680 140 $   | Terre (ext.) | Sebastián Báez        | 6-4, 3-6, 7-5 | Parcours |

### Finales en simple messieurs
| No | Date       | Nom et lieu du tournoi            | Catégorie | Dotation    | Surface      | Vainqueur        | Score          | 3        |
| -- | ---------- | --------------------------------- | --------- | ----------- | ------------ | ---------------- | -------------- | -------- |
| 1  | 04-04-2021 | Sardegna Open, Cagliari           | ATP 250   | 408 800 €   | Terre (ext.) | Lorenzo Sonego   | 2-6, 7-65, 6-4 | Parcours |
| 2  | 21-08-2022 | Winston-Salem Open, Winston-Salem | ATP 250   | 731 935 $   | Dur (ext.)   | Adrian Mannarino | 7-61, 6-4      | Parcours |
| 3  | 24-07-2023 | Hamburg European Open, Hambourg   | ATP 500   | 1 831 515 € | Terre (ext.) | Alexander Zverev | 7-5, 6-3       | Parcours |

## Parcours dans les tournois duGrand Chelem

### En simple
| Année | Open d'Australie | Open d'Australie | Internationaux de France | Internationaux de France | Wimbledon       | Wimbledon          | US Open         | US Open               |
| ----- | ---------------- | ---------------- | ------------------------ | ------------------------ | --------------- | ------------------ | --------------- | --------------------- |
| 2016  | —                | —                | 1er tour (1/64)          | Jordan Thompson          | —               | —                  | —               | —                     |
|       |                  |                  |                          |                          |                 |                    |                 |                       |
| 2018  | 1er tour (1/64)  | Ivo Karlović     | 1er tour (1/64)          | Martin Kližan            | 1er tour (1/64) | Paolo Lorenzi      | 2e tour (1/32)  | Richard Gasquet       |
| 2019  | 1er tour (1/64)  | Evgeny Donskoy   | 3e tour (1/16)           | Kei Nishikori            | 2e tour (1/32)  | John Millman       | 1er tour (1/64) | M. Kecmanović         |
| 2020  | 1er tour (1/64)  | Y. Nishioka      | 1er tour (1/64)          | Kevin Anderson           | Annulé          | Annulé             | 1er tour (1/64) | Christopher O'Connell |
| 2021  | 1er tour (1/64)  | Rafael Nadal     | 3e tour (1/16)           | Alexander Zverev         | 2e tour (1/32)  | Fabio Fognini      | 1er tour (1/64) | Denis Kudla           |
| 2022  | 1er tour (1/64)  | Denis Shapovalov | 2e tour (1/32)           | Daniil Medvedev          | 1er tour (1/64) | Alejandro Tabilo   | 1er tour (1/64) | Andrey Rublev         |
| 2023  | 2e tour (1/32)   | Grigor Dimitrov  | 1er tour (1/64)          | Andrey Rublev            | 3e tour (1/16)  | Stéfanos Tsitsipás | 3e tour (1/16)  | Novak Djokovic        |
| 2024  | 1er tour (1/64)  | Arthur Cazaux    | 1er tour (1/64)          | Daniel Altmaier          | 1er tour (1/64) | Lucas Pouille      | 2e tour (1/32)  | Novak Djokovic        |
| 2025  | Q2               | Cristian Garín   | 1er tour (1/64)          | Alex de Minaur           | 1er tour (1/64) | Andrey Rublev      |                 |                       |

N.B. : à droite du résultat se trouve le nom de l'ultime adversaire.

### En double messieurs
| Année | Open d'Australie                                                                             | Open d'Australie | Internationaux de France | Internationaux de France                                                              | Wimbledon                                                                                   | Wimbledon                                                                                        | US Open | US Open |
| ----- | -------------------------------------------------------------------------------------------- | ---------------- | ------------------------ | ------------------------------------------------------------------------------------- | ------------------------------------------------------------------------------------------- | ------------------------------------------------------------------------------------------------ | ------- | ------- |
| 2019  | —                                                                                            | —                | —                        | —                                                                                     | 1er tour (1/32) J. Tipsarević \|\| style="text-align:left;" \| S. González A.-U.-H. Qureshi | 1er tour (1/32) J. Tipsarević \|\| style="text-align:left;" \| Austin Krajicek É. Roger-Vasselin |         |         |
| 2020  | 1er tour (1/32) M. Cecchinato \|\| style="text-align:left;" \| Wesley Koolhof Nikola Mektić  | —                | —                        | Annulé                                                                                | Annulé                                                                                      | —                                                                                                | —       |         |
| 2021  | 2e tour (1/16) S. Travaglia \|\| style="text-align:left;" \| J. Murray B. Soares             | —                | —                        | 1er tour (1/32) G. Mager \|\| style="text-align:left;" \| Rajeev Ram J. Salisbury     | 1er tour (1/32) F. Krajinović \|\| style="text-align:left;" \| Neal Skupski Jack Sock       |                                                                                                  |         |         |
| 2022  | 1er tour (1/32) S. Travaglia \|\| style="text-align:left;" \| R. Carballés Baena Hugo Gaston | —                | —                        | 1er tour (1/32) D. Lajović \|\| style="text-align:left;" \| K. Majchrzak J. Zieliński | —                                                                                           | —                                                                                                |         |         |
| 2023  | —                                                                                            | —                | —                        | —                                                                                     | 1er tour (1/32) C. O'Connell \|\| style="text-align:left;" \| S. Gillé J. Vliegen           | 2e tour (1/16) M.-A. Hüsler \|\| style="text-align:left;" \| Hugo Nys J. Zieliński               |         |         |
| 2024  | 1er tour (1/32) C. O'Connell \|\| style="text-align:left;" \| R. Hijikata J. Kubler          | —                | —                        | —                                                                                     | —                                                                                           | —                                                                                                | —       |         |

N.B. : le nom du partenaire se trouve sous le résultat ; les noms des ultimes adversaires se trouvent à droite.

## Parcours dans lesMasters 1000
| Année | Indian Wells          | Miami                   | Monte-Carlo                | Madrid                 | Rome                    | Canada            | Cincinnati              | Shanghai             | Paris                 |
| ----- | --------------------- | ----------------------- | -------------------------- | ---------------------- | ----------------------- | ----------------- | ----------------------- | -------------------- | --------------------- |
| 2018  | 1er tour T. Smyczek   | —                       | —                          | —                      | —                       | —                 | —                       | —                    | —                     |
| 2019  | 3e tour M. Kecmanović | —                       | 1er tour G. Pella          | 1/8 de finale M. Čilić | 2e tour N. Basilashvili | 1er tour C. Garín | 1er tour D. Schwartzman | —                    | 1er tour A. de Minaur |
| 2020  | n.o.                  | n.o.                    | n.o.                       | n.o.                   | —                       | n.o.              | —                       | n.o.                 | 1er tour K. Anderson  |
| 2021  | 1er tour M. Cressy    | 2e tour A. Bublik       | 1er tour K. Khachanov      | —                      | 1er tour P. Carreño     | —                 | 1er tour S. Korda       | n.o.                 | 1er tour L. Musetti   |
| 2022  | 2e tour J. Sinner     | 1er tour A. Rinderknech | 1/8 de finale S. Tsitsipás | —                      | 2e tour S. Wawrinka     | —                 | —                       | n.o.                 | —                     |
| 2023  | 1er tour O. Otte      | 2e tour J. Sinner       | 1er tour H. Hurkacz        | 1er tour A. Karatsev   | 1/8 de finale C. Ruud   | —                 | —                       | 1er tour R. Hijikata | 2e tour K. Khachanov  |
| 2024  | —                     | 2e tour K. Khachanov    | 1er tour S. Tsitsipás      | —                      | —                       | —                 | —                       | —                    | —                     |
| 2025  | —                     | —                       | —                          | 2e tour Forfait        | 3e tour C. Alcaraz      | —                 | —                       |                      |                       |

N.B. : sous le résultat se trouve le nom de l’ultime adversaire.

## Parcours enCoupe Davis
| #                                                        | Date          | Lieu              | Surface      | Gagnant(s)         | Perdant(s)  | Score          |          |
|                                                          |               |                   |              |                    |             |                |          |
| 2017 - 1/2 finale (groupe mondial) - France - Serbie 3:1 |               |                   |              |                    |             |                |          |
| 1                                                        | 15-17/09/2017 | Villeneuve-d'Ascq | Terre (ext.) | Jo-Wilfried Tsonga | Laslo Djere | 7-62, 6-3, 6-3 | Parcours |

## Victoire sur le top 10
Toutes ses victoires sur des joueurs classés dans le top 10 de l'ATP lors de la rencontre.
| Légende      |
| Grand Chelem |
| Masters 1000 |
| 500 Series   |
| 250 Series   |
| Coupe Davis  |

| # | L.D.  | Tournoi        | Année | Surface      | Adversaire            | Rang | Tour | Score         |
| - | ----- | -------------- | ----- | ------------ | --------------------- | ---- | ---- | ------------- |
| 1 | no 90 | Rio de Janeiro | 2019  | Terre battue | Dominic Thiem         | no 8 | 1/16 | 6-3, 6-3      |
| 2 | no 32 | Madrid         | 2019  | Terre battue | Juan Martín del Potro | no 8 | 1/16 | 6-3, 2-6, 7-5 |

## Classements ATP en fin de saison
| Année          | 2012 | 2013 | 2014 | 2015 | 2016 | 2017 | 2018 | 2019 | 2020 | 2021 | 2022 | 2023 | 2024 |
| Rang en simple | 910  | 597  | 365  | 173  | 187  | 88   | 94   | 38   | 57   | 52   | 70   | 33   | 115  |
| Rang en double | –    | –    | –    | 778  | 771  | –    | –    | –    | –    | 349  | –    | 576  | –    |

Source : (en) Classements de Laslo Djere sur le site officiel de la Fédération internationale de tennis